# Astronesthes exsul
Astronesthes exsul es una especie de pez de la familia Stomiidae en el orden de los Stomiiformes.

## Hábitat
Es un pez de mar y de aguas profundas que vive hasta 400 m de profundidad

## Distribución geográfica
Se encuentra al oeste del Índico (28 ° 05'S, 40 ° 09'E).